# Matheus Pucinelli de Almeida
Matheus Pucinelli de Almeida (* 1. April 2001 in Campinas) ist ein brasilianischer Tennisspieler.

## Karriere
Pucinelli de Almeida spielte auf der ITF Junior Tour und kam dort im Juni 2019 bis auf Platz 20 der Junior-Rangliste. Sein größter Erfolg war der Sieg im Doppel der French Open 2019 an der Seite des Argentiniers Thiago Agustín Tirante. Im Einzel kam er bei einem Grand-Slam-Turnier nie über die zweite Runde hinaus.
Bei den Profis spielte der Brasilianer ab 2017, zunächst vorrangig auf der ITF Future Tour. Dort konnte er im Doppel von 2018 bis 2020 jeweils einen Titel gewinnen, während er im Einzel noch keine Erfolge vorweisen konnte. Ende 2020 konnte er im Einzel auf der ATP Challenger Tour, der höherdotierten Tour, in São Paulo erstmals ein Viertelfinale erreichen. Das Jahr 2021 war für Pucinelli de Almeida das bis dato erfolgreichste. Im Einzel stand er in fünf Future-Finals, von denen er drei gewann, im Doppel stand er viermal im Finale, konnte davon aber keines gewinnen. Bei Challengers schaffte er im Einzel in Todi erstmals den Einzug ins Halbfinale, wo er Mario Vilella Martínez unterlag. In Santiago konnte er diesen Erfolg wiederholen.  Im Doppel zog er ins Finale von Campinas ein. Dadurch stieg er in der Tennisweltrangliste im Einzel von Platz 677 auf 286. Im Doppel stieß er in die Top 400 vor. Im September des Jahres gab der Brasilianer sein Debüt für die Davis-Cup-Mannschaft, für die er seine Partie gegen Roey Tabet deutlich gewinnen konnte. In Santiago de Chile 2022 schaffte Picinelli de Almeida durch die erfolgreiche Qualifikation sein erstes Hauptfeld auf der ATP Tour zu erreichen. Zum Auftakt gewann er dort gegen Holger Rune, ehe er gegen Miomir Kecmanović unterlag. So konnte er seine Platzierung weiter verbessern (ATP 241).

## Erfolge
| Legende (Anzahl der Siege) |
| Grand Slam                 |
| ATP Finals                 |
| ATP Tour Masters 1000      |
| ATP Tour 500               |
| ATP Tour 250               |
| ATP Challenger Tour (2)    |

### Einzel

#### Turniersiege
| Nr. | Datum       | Turnier  | Belag | Finalgegner              | Ergebnis        |
| --- | ----------- | -------- | ----- | ------------------------ | --------------- |
| 1.  | 6. Mai 2023 | Coquimbo | Sand  | João Lucas Reis da Silva | 7:61, 6:74, 6:4 |

### Doppel

#### Turniersiege
| Nr. | Datum         | Turnier      | Belag | Partner       | Finalgegner                   | Ergebnis |
| --- | ------------- | ------------ | ----- | ------------- | ----------------------------- | -------- |
| 1.  | 9. April 2022 | Mexiko-Stadt | Sand  | Nicolás Jarry | Jonathan Eysseric Artem Sitak | 6:2, 6:3 |